# ماسیمو اورناتلی
ماسیمو اورناتلی (انگلیسی: Massimo Ornatelli؛ زادهٔ ۱۷ ژانویهٔ ۱۹۸۶) بازیکن فوتبال اهل ایتالیا است.
از باشگاه‌هایی که در آن بازی کرده‌است می‌توان به باشگاه فوتبال پادربورن، باشگاه فوتبال آرمینیا بیله‌فلد، و باشگاه فوتبال اسنابروک اشاره کرد.